# ورزشگاه اوساکا اکسپو ۷۰
ورزشگاه اوساکا اکسپو ۷۰ (انگلیسی: Osaka Expo '70 Stadium) یک ورزشگاه در کشور ژاپن است.
این ورزشگاه که در شهر سوئیتا قرار دارد در سال ۱۹۷۲ تأسیس شده است و ظرفیت آن ۲۱٬۰۰۰ است.